# Magnus II van Noorwegen
Magnus II (1048 – 1069), alias Magnus Haraldsson, was koning van Noorwegen van 1066 tot 1069.
In 1066 probeerde zijn vader, koning Harald (III) Hardråde, koninkrijk Engeland te veroveren op de Angelsaksische koning Harold II maar Harald viel in de Slag bij Stamford Bridge. Magnus was in Noorwegen achtergebleven als regent en werd na de dood van zijn vader tot koning gekroond.
In 1067 keerde zijn jongere broer Olav Kyrre terug uit Engeland en moest Magnus het koninkrijk met zijn broer delen. Magnus regeerde over het noordelijke deel van Noorwegen, terwijl Olav over het zuidelijke deel regeerde.
Magnus regeerde maar drie jaar als koning. In 1069 stierf hij op jonge leeftijd, mogelijk aan moederkorenvergiftiging, en werd Olav alleenheerser van Noorwegen.